# Рідкобородий Степан
Рідкобородий Степан — бандурист-баритон.
Народився у заможній родині в ст. Канівська на Кубані. Закінчив Краснодарський робітничий фак-т та Краснодарський с.-г. інститут. Опановував школу кобзарства у М. Варрави та С. Жарка. Учасник ансамблю бандуристів Краснодарського клубу «Нацмен». Активно виступав як соліст та ансамбліст, зокрема на міському і крайовому радіо. Високу оцінку кобзарському мистецтву Р. дали бандуристи В. Лазаренко (1900 — 1994), М. Варрава, К. Німченко (1903 — 1980) та ін.
За свідченням В. Лазаренка, загинув у катівнях НКВС.